# Distretto di Erzurum
Il distretto di Erzurum (in turco Erzurum ilçesi) è uno dei distretti della provincia di Erzurum, in Turchia.
| Controllo di autorità | VIAF (EN) 144519513 · LCCN (EN) no00024203 |